# 販売信用
販売信用（はんばいしんよう）とは、信販会社などが信用を供与した会員等の買い物代金を立て替えて支払うこと。クレジットとも呼ぶ。
消費者信用の形態の一つ。割賦販売（かっぷはんばい）、個品斡旋、クレジットカードによる商品、サービスの購入が該当する。直接金銭を借りるわけではないが、借金の一種とみなすことができる。

## 概要
消費者の所得が低かった頃、高額な什器や電気製品、自動車（オートローンも参照）などについては、代金をその場で現金払いすることは困難であった。こうした中で、消費者が購入しやすくなる手法として販売信用は利用された。
最初は、商人や販売会社自身が代金を立て替え（売掛金）、後払いで代金を受け取った。呉服商によるお得意様への掛け売りあるいは月賦百貨店も販売信用の一種とされる（2者間契約）。
後に分割払い（割賦販売）の斡旋を専門にする信販会社が登場し、代金を消費者に代わって販売会社に立替払い（3者間契約）することで、販売会社の財務や業務改善を行うことが可能となった。また、立替払い（又は、資金提供会社）を行う会社が、さらに保証会社を付ける場合（4者間契約）もある。

## 方式、契約の説明
- 2者間契約
  - 販売会社→商品→消費者
  - 消費者→代金後払い→販売会社
- 3者間契約
  - 販売会社→商品→消費者
  - 信販会社→代金立替払い→販売会社
  - 消費者→代金後払い→信販会社
- 4者間契約
  - 販売会社→商品→消費者
  - 信販会社→代金立替払い→販売会社
  - 消費者→代金後払い→信販会社
  - 保証会社→債権の保証→信販会社（生保等資金出資会社）

### 割賦購入あっせんの方式
割賦購入あっせんは、通商産業省（当時。現・経済産業省）のいわゆる「34年通達」により商売を規制された信販会社が、通達規制の対象にならない手法として新たに編み出したという側面をもつ。以下に概略を記す。
個品割賦購入あっせん（個別信用購入あっせん）
信販会社等が不特定多数の消費者に対し、商品の購入ごとに信用審査を行い、立替払いの可否を判断する。1963年、日本信販が導入した。次々商法の際に一部の信販会社の審査が甘いことが問題視され、割賦販売法で新たに規制されることとなった。法改正後の名称は個別信用購入あっせんとなる。
総合割賦購入あっせん（いわゆるクレジットカード。包括信用購入あっせん）
信販会社等が不特定多数の消費者に対し、あらかじめ信用調査を行い、カード会員加入の可否を判断する。カード会員になれば、限度額の範囲内で自由に商品を購入できる。割賦販売法改正後の名称は、包括信用購入あっせんとなる